# Geert Adrianus Cornelis Overgaauw
Geert Adrianus Cornelis Overgaauw (Menado, 17 juni 1918 – Ede, 15 augustus 1944) was Engelandvaarder en piloot tijdens de Tweede Wereldoorlog. In Engeland werd hij Johnny genoemd.

## Levensloop
Overgaauw werd in Menado op het eiland Celebes in Nederlands-Indië geboren als de zoon van Adrianus Cornelis Overgaauw en Geertje van Gedzen. Op vliegbasis Soesterberg deed hij een waarnemersopleiding. Als tweede-luitenant-vlieger vloog hij tijdens de meidagen van 1940 met een Fokker C.V verkenningsvluchten bij de Afsluitdijk.

### Engelandvaart
Op 30 december 1940 stapte hij op de fiets met Jan Plesman. Ze fietsten naar Parijs en namen daar de trein naar Coutras bij Bordeaux. Ze liepen naar het onbezette Vichy-Frankrijk en namen daarna de trein naar Perpignan. Omdat het winter was, moesten ze drie maanden wachten eer ze de Pyreneeën over konden. Al op 23 mei 1941 vlogen ze met een DC-3 van de KLM van Lissabon naar Bristol.

### Opleiding
Overgaauw kreeg een opleiding tot bommenwerperpiloot bij de RAF. Op 12 april 1944 werd hij overgeplaatst naar vliegveld Spilsby in Great Steeping en werd ingedeeld bij het 207 Squadron RAF. Vanaf 1 juli 1944 vlogen ze in de Avro Lancaster Mk.I.
Jan Plesman kreeg een opleiding tot jachtvlieger en kwam daarna bij het 322 Dutch Squadron RAF.

### Operation Butterscotch
Op 15 augustus staken 2000 bommenwerpers het Kanaal over met het doel 21 vliegvelden te bombarderen vanwaar Duitse jachtvliegers opereerden. Het waren 900 RAF vliegtuigen en 1100 van de Amerikaanse legerluchtmacht, begeleid door 600 jachtvliegtuigen. De 5th Bomber Group van Overgaauw deed mee met acht squadrons, 207 Squadron bestond uit acht Lancasters die vliegveld Deelen als doelwit hadden.
De reguliere bemanning van de Avro Lancaster Mk. 1 LM 263, Overgaauws vliegtuig, bestond uit twee Canadezen, sergeant Anthony Leonard Brett (navigator) en William Auld Swinton (bommenrichter), en vier Britten, sergeant Ronald Lee Coaker (boordschutter), sergeant Huntley D.S.M.J. Mackay (radio), sergeant C.E.D. Stewart (boordwerktuigkundige) en sergeant Alick Watt (boordschutter). Toevallig was Stewart op 15 augustus wegens een ernstig zieke zuster vervangen door sergeant Percy Arthur Wildsmith (boordwerktuigkundige). De 26-jarige Overgaauw was de oudste aan boord.
Dit werd Overgaauws 37ste vlucht. Tijdens de vlucht naar Deelen werd het vliegtuig geraakt. Het explodeerde omdat hun eigen bommen nog aan boord waren. De brokstukken kwamen op de Veluwe terecht. De zeven mannen werden op 17 augustus begraven op de Algemene Begraafplaats Moscowa in Arnhem. De twee Canadezen werden later herbegraven op het Canadian War Cemetry in Groesbeek.

## Onderscheidingen
- Kruis van Verdienste op 1 oktober 1942[3]

- Zijn naam staat vermeld op de Erelijst van Gevallenen 1940-1945.[4]